# Maxim Grigoriev
Maxim Grigoriev, född 13 november 1980 i Moskva, är en svensk författare och översättare. Han bor idag i Paris, men har även bott i Porto och Berlin. 
Grigoriev kom från Moskva till Sverige vid 13 års ålder med sin mamma och bosatte sig i Upplands-Bro. Han har studerat både i Norrköping och Linköping innan han vid 25 års ålder reste till Berlin.
Grigorievs debutbok, en novellsamling med titeln Städer, kom ut 2014. Han har därefter publicerat romanerna Nu (2016) och Europa (2021). Samtliga är utgivna på Albert Bonniers förlag. Han har översatt böcker av bland andra Nick Perumov och Venedikt Jerofejev från ryska.
I februari 2015 tilldelades han Borås Tidnings debutantpris för novellsamlingen Städer. 2021 publicerades hans bok Europa som samma år belönades med både Svenska Dagbladets litteraturpris och Europeiska unionens litteraturpris. Roman nominerades även till Augustipriset samma år. För Europa tilldelades Grigoriev  Eyvind Johnsonpriset 2022.

## Översättningar (i urval)
- Babtjenko, Arkadij (2009). Bilder av ett litet krig: Georgien, augusti 2008. Stockholm: Ersatz (tillsammans med Ola Wallin)
- Jerofejev, Venedikt (2008). Min lilla Leniniana. Stockholm: Ersatz
- Perumov, Nick (2008). Nekromantikerns födelse. Stockholm: Ersatz
- Perumov, Nick (2008). Nekromantikerns irrfärder. Stockholm: Ersatz
- Perumov, Nick (2012). Nekromantikerns krig. 1, Debut. Stockholm: Coltso
- Slavnikova, Olga (2013). 2017. Stockholm: Ersatz

## Priser och utmärkelser
- 2015 Borås tidnings debutantpris
- 2017 Sigtunastiftelsens författarstipendium
- 2021 Europeiska unionens litteraturpris för Europa
- 2021 Svenska Dagbladets litteraturpris för Europa[9]
- 2021 Lydia och Herman Erikssons stipendium[10]
- 2022 SmåLits Migrantpris för Europa[11]
- 2022 Eyvind Johnsonpriset för Europa
- 2023 Karl Vennbergs pris